# Wink
Wink — цифровой видеосервис компании «Ростелеком», объединяющий преимущества интерактивного телевидения и онлайн-кинотеатра. В сервисе представлены аудиокниги, караоке и облачные игры. Контент видеосервиса представлен более чем 300 телеканалами, а также более чем 60 000 единицами видеоконтента (фильмы, сериалы, мультфильмы, концерты, спорт, шоу, блогерский контент). Компания занимает 13-е место в рейтинге самых дорогих компаний Рунета по версии журнала Forbes. Из самых популярных проектов можно отметить «Трудные подростки», «Слово пацана. Кровь на асфальте» и «Плакса».

## Контент
Помимо трансляции сторонних материалов, видеосервис Wink производит собственные оригинальные проекты. После присоединения more.tv в 2023 году библиотека Wink Originals пополнилась проектами бывшего подразделения more originals.

### Эксклюзивный контент
Wink владеет эксклюзивными (на территории России) правами на ряд французских, американских, греческих, японских, испанских, российских, австрийских фильмов.

### Оригинальные проекты
В этот список входят сериалы и детский контент. По состоянию на 2025 год ни одного оригинального фильма в линейке Wink Originals нет.

#### Сериалы
Цветовые пометки в таблицах для блока «Статус»:
     Идут переговоры о возможном продлении;
     Сериал завершён и нет информации о продлении;
     Сериал в эфире и транслируется на платформе;
     Сериал был продлён на новый сезон и известно, что идут съёмки;
     Сериал был продлён на новый сезон, но о статусе съёмок не известно;
     Сериал был анонсирован и ему назначена дата премьеры;
     Сериал был продлён и уже вышел новый сезон.

##### 2025
| Название                                        | Дата премьеры     | Дата завершения | Эпизоды           | Статус          |
| ----------------------------------------------- | ----------------- | --------------- | ----------------- | --------------- |
| «Дети перемен» 2 сезон                          | TBA               | TBA             | 2 сезон, 8 серий  | анонсирован     |
| «Нам покер»                                     | 2025              | 2025            | 1 сезон, 10 серий | анонсирован     |
| «Любопытная Варвара» 2 сезон                    | 2025              | 2025            | 2 сезон, 8 серий  | анонсирован     |
| «Москва слезам не верит. Всё только начинается» | осень 2025        | 2025            | 1 сезон, 8 серий  | анонсирован     |
| «Ухожу красиво» 2 сезон                         | 24 июля 2025      | 21 августа 2025 | 2 сезон, 10 серий | в эфире         |
| «Макс и Гусь. Кореша» 2 сезон                   | 25 июня 2025 года | 9 июль 2025     | 2 сезон, 6 серий  | завершён        |
| «Доктор Вера»                                   | 13 июня 2025      | 13 июня 2025    | 1 сезон, 5 серий  | завершён        |
| «Фишер. Затмение» 2 сезон                       | 29 мая 2025       | 17 июля 2025    | 2 сезон, 8 серий  | завершён        |
| «По следу зверя»                                | 8 мая 2025        | 30 июня 2025    | 1 сезон, 12 серий | завершён        |
| «Операция "Карпаты"» 2 сезон                    | 30 апреля 2025    | 30 апреля 2025  | 2 сезон, 8 серий  | завершён        |
| «СМЕРШ» 3 сезон                                 | 16 апреля 2025    | 23 апреля 2025  | 3 сезон, 9 серий  | завершён        |
| ВИА «Васильки»                                  | 10 апреля 2025    | 22 мая 2025     | 1 сезон, 8 серий  | завершён        |
| «Что мы знаем о Вселенной?»                     | 2 апреля 2025     | 2 апреля 2025   | 1 сезон, 10 серий | завершён        |
| «Тело как гаджет»                               | 12 марта 2025     | 12 марта 2025   | 1 сезон, 4 серий  | завершён        |
| «Между нами химия»                              | 6 марта 2025      | 17 апреля 2025  | 1 сезон, 8 серий  | завершён        |
| «Челюскин. Первые»                              | 20 февраля 2025   | 27 марта 2025   | 1 сезон, 6 серий  | завершён        |
| «Ландыши. Такая нежная любовь»                  | 1 января 2025     | 6 января 2025   | 1 сезон, 7 серий  | съёмки 2 сезона |

##### 2024
Сериал «Неверные» получил награду Original+ в номинации «Оригинальный сериал».
| Название                  | Дата премьеры        | Дата завершения      | Эпизоды           | Статус             |
| ------------------------- | -------------------- | -------------------- | ----------------- | ------------------ |
| «Плакса» 2 сезон          | 9 декабря 2024 года  | 19 декабря 2024 года | 2 сезон, 8 серий  | продлён на 3 сезон |
| «Дети перемен»            | 21 ноября 2024 года  | 2 января 2025 года   | 1 сезон, 8 серий  | съёмки 2 сезона    |
| «Музыка времени»          | 29 октября 2024 года | 19 ноября 2024 года  | 1 сезон, 12 серий | завершён           |
| «Хит»                     | 24 октября 2024 года | 22 ноября 2024 года  | 1 сезон, 8 серий  | завершён           |
| «Подростки в космосе»     | 3 октября 2024 года  | 21 ноября 2024 года  | 1 сезон, 8 серий  | продлён на 2 сезон |
| «Комбинация»              | 3 сентября 2024 года | 21 октября 2024 года | 1 сезон, 8 серий  | завершён           |
| «Любопытная Варвара»      | 1 сентября 2024 года | 13 октября 2024 года | 1 сезон, 8 серий  | продлён на 2 сезон |
| «Главные победы»          | 7 августа 2024 года  | 4 сентября 2024 года | 1 сезон, 4 серий  | завершён           |
| «Тайны Карениной»         | 17 июля 2024 года    | 31 июля 2024 года    | 1 сезон, 6 серий  | завершён           |
| «Чистые»                  | 24 июня 2024 года    | 5 августа 2024 года  | 1 сезон, 8 серий  | продлён на 2 сезон |
| «Расплата»                | 16 мая 2024 года     | 27 июня 2024 года    | 1 сезон, 8 серий  | завершён           |
| «Я знаю, кто тебя убил»   | 1 мая 2024 года      | 8 мая 2024 года      | 1 сезон, 8 серий  | завершён           |
| «Операция "Карпаты"»      | 25 апреля 2024 года  | 25 апреля 2024 года  | 1 сезон, 8 серий  | продлён            |
| «Все ОК»                  | 20 марта 2024 года   | 25 апреля 2024 года  | 1 сезон, 13 серий | завершён           |
| «Неверные»                | 7 марта 2024 года    | 18 апреля 2024 года  | 1 сезон, 8 серий  | завершён           |
| «Артист с большой дороги» | 29 февраля 2024 года | 9 апреля 2024 года   | 1 сезон, 8 серий  | завершён           |
| «Зло»                     | 23 февраля 2024 года | 29 марта 2024 года   | 1 сезон, 12 серий | завершён           |
| «ГДР»                     | 16 февраля 2024 года | 16 февраля 2024 года | 1 сезон, 14 серий | завершён           |
| «Недетское кино»          | 1 января 2024 года   | 1 января 2024 года   | 1 сезон, 12 серий | завершён           |

##### 2023
9 июня 2025 года сериал «Слово пацана. Кровь на асфальте» стал лауреатом четырёх премий «ТЭФИ-2025» в номинации «Драматический сериал», «Сценарист сериала», «Режиссёр сериала», «Продюсер сериала».
В этом году, сериал онлайн-кинотеатра под названием «Слово пацана. Кровь на асфальте» получил целых 7 наград. Он был показан на ТВ и занял первое место в аудитории 14-44 с долей 7,9 %. Был признан лучшим интернет-сериалом на V национальной премии веб-контента. На этой же премии победил режиссёр, продюсер и актёр сериала.
Сериал «Плакса» был номинирован на награду «Сделано в России — 2023» в номинации «Кино, сериалы, анимация». «Фишер» также получил 2 награды, а его актёр, Иван Янковский, — «Золотого орла 2024» за сыгранную роль.
Сериал «Балет» получил награду за лучший постер на V национальной премии веб-контента. Актёр «Никита Ефремов, сыгравший в сериале Библиотекарь», стал лучшим актёром на той же премии.
| Название                            | Дата премьеры         | Дата завершения      | Эпизоды           | Статус                      |
| ----------------------------------- | --------------------- | -------------------- | ----------------- | --------------------------- |
| «Трудные подростки» 5 сезон         | 14 декабря 2023 года  | 29 февраля 2024 года | 5 сезон, 12 серий | завершён                    |
| «Слово пацана. Кровь на асфальте»   | 9 ноября 2023 года    | 21 декабря 2023 года | 1 сезон, 8 серий  | завершён                    |
| «Отмороженные»                      | 2 ноября 2023 года    | 7 декабря 2023 года  | 1 сезон, 17 серий | завершён                    |
| «Политех»                           | 26 октября 2023 года  | 23 ноября 2023 года  | 1 сезон, 12 серий | идут переговоры о продлении |
| «Самбо — территория духа»           | 26 октября 2023 года  | 16 ноября 2023 года  | 1 сезон, 4 серии  | завершён                    |
| «Как я познакомился со своей мамой» | 24 октября 2023 года  | 21 ноября 2023 года  | 1 сезон, 10 серий | завершён                    |
| «ФК Родина»                         | 12 октября 2023 года  | 23 ноября 2023 года  | 1 сезон, 8 серий  | идут переговоры о продлении |
| «Короче, план такой»                | 10 октября 2023 года  | 14 ноября 2023 года  | 1 сезон, 8 серий  | идут переговоры о продлении |
| «Плакса»                            | 28 сентября 2023 года | 9 ноября 2023 года   | 1 сезон, 8 серий  | продлён                     |
| «Большая битва»                     | 22 сентября 2023 года | 2 ноября 2023 года   | 1 сезон, 8 серий  | завершён                    |
| «Оборотень»                         | 21 сентября 2023 года | 2 ноября 2023 года   | 1 сезон, 8 серий  | завершён                    |
| «Диагноз "Везучая"»                 | 16 августа 2023 года  | 4 октября 2023 года  | 1 сезон, 8 серий  | идут переговоры о продлении |
| «Макс и Гусь»                       | 20 июля 2023 года     | 3 августа 2023 года  | 1 сезон, 7 серий  | продлён                     |
| «Библиотекарь»                      | 29 июня 2023 года     | 17 августа 2023 года | 1 сезон, 8 серий  | продлён на 2 сезон          |
| «Ухожу красиво»                     | 20 июня 2023 года     | 18 июля 2023 года    | 1 сезон, 10 серий | съёмки 2 сезона             |
| «Поуехавшие»                        | 23 мая 2023 года      | 11 июля 2023 года    | 1 сезон, 8 серий  | завершён                    |
| «Балет»                             | 6 июля 2023 года      | 18 мая 2023 года     | 1 сезон, 8 серий  | завершён                    |
| «Операция "Неман"»                  | 27 апреля 2023 года   | 27 апреля 2023 года  | 1 сезон, 5 серий  | завершён                    |
| «Мёрзлая земля»                     | 7 апреля 2023 года    | 19 мая 2023 года     | 1 сезон, 8 серий  | завершён                    |
| «Рестораны Москвы»                  | 30 марта 2023 года    | 30 марта 2023 года   | 1 сезон, 6 серий  | завершён                    |
| «Актрисы»                           | 30 марта 2023 года    | 27 апреля 2023 года  | 1 сезон, 10 серий | завершён                    |
| «Фишер»                             | 8 февраля 2023 года   | 29 марта 2023 года   | 1 сезон, 8 серий  | продлён                     |

##### 2022
| Название                    | Дата премьеры        | Дата завершения      | Эпизоды           | Статус   |
| --------------------------- | -------------------- | -------------------- | ----------------- | -------- |
| «Трудные подростки» 4 сезон | 10 ноября 2022 года  | 10 ноября 2022 года  | 4 сезон, 8 серий  | продлён  |
| «Право на свободу»          | 20 октября 2022 года | 1 декабря 2022 года  | 1 сезон, 8 серий  | завершён |
| «ШКЛТ» 2 сезон              | 25 октября 2022 года | 25 октября 2022 года | 2 сезон, 12 серий | завершён |
| «Аврора»                    | 26 октября 2022 года | 14 декабря 2022 года | 1 сезон, 8 серий  | завершён |
| «ШКЛТ» 1 сезон              | 21 января 2022 года  | 21 января 2022 года  | 1 сезон, 12 серий | продлён  |

## История
В сентябре 2018 года компания «Ростелеком» представила свои новые цифровые сервисы. Одним из них стал Wink.
В 2022 году Wink вошёл в тройку лидеров в номинации «Развлечения. Культура и спорт», получив второе место.
В этом же году сервис победил в номинации «Коллаборации брендов» от премии effie AWARDS RUSSIA, объединившись с Tele2.
20 мая 2022 года видеосервис Wink был включён в реестр отечественного программного обеспечения.
В июле 2022 года «Ростелеком» и Национальная Медиа Группа заключили соглашение о намерениях по объединению видеосервисов Wink и more.tv в рамках совместного предприятия, в котором «Ростелеком» получит 70 %, а «НМГ» — 30 % уставного капитала. Объединённый бизнес будет работать под брендом Wink.
В сентябре 2022 года компания «Ростелеком», первым среди федеральных операторов получил официальное подтверждение российского происхождения ключевых цифровых платформ для оказания услуг населению. В их число вошёл и Wink.
В ноябре 2022 года появилась информация, что «Ростелеком» запросил у Минцифры средства на развитие онлайн-кинотеатра за счёт облачного гейминга и доступа к музыке. Компания рассчитывает получить 1,16 миллиарда рублей.
В апреле 2023 года, согласно данным СМИ, Роскомнадзор начал наказывать российские онлайн-кинотеатры по новому закону о запрете пропаганды ЛГБТ. 5 июня 2023 года издание «Коммерсантъ» со ссылкой на объединённую пресс-службу судов Петербурга сообщило, что Роскомнадзор составил протокол на «Ростелеком» за показ в кинотеатре Wink фильмов с «ЛГБТ-контентом». В частности, речь идёт о фильмах «Бриджит Джонс: Грани разумного», «Как живой», «Проклятие Чаки» и «Английский цирюльник», где есть кадры, расцененные как относящиеся к «ЛГБТ-контенту», под возрастным цензом 16+. Согласно действующему законодательству, возрастной ценз таких материалов — 18+.
5 июня 2023 года компания ЗАО «ВИНК» была ликвидирована. В результате внутренней реорганизации видеосервис Wink был выделен в отдельное юридическое лицо ООО «Рестрим медиа». У компании стало три учредителя: «Ростелеком» (70 %), «НМГ» (21,24 %) и «СТС Медиа» (8,76 %).
В феврале 2024 года сервис стал вторым по популярности онлайн-кинотеатром в России по количеству платных подписчиков, опередив «Иви» и уступив только «Кинопоиску».
19 февраля 2024 года вошёл в книгу рекордов России за самую большую киносериальную премьеру в стране, которую получил оригинальный сериал сервиса «ГДР».
В сентябре 2024 года Wink запустил бета-версию нового сервиса «Wink Музыка». Приложение работает на базе музыкального стриминга «Звук».